# Azamara Quest
Die Azamara Quest ist ein Kreuzfahrtschiff der Reederei Azamara Cruises. Sie ist eines von acht nahezu identischen Schiffen der R-Klasse.

## Geschichte
Das Schiff wurde in Frankreich (Saint-Nazaire) von der Werft Chantiers de l’Atlantique für Renaissance Cruises gebaut. Bereits ein Jahr später musste das Schiff infolge der Zahlungsunfähigkeit von Renaissance Cruises verkauft werden und wurde von einer Gesellschaft mit Sitz auf den Marshallinseln erworben.

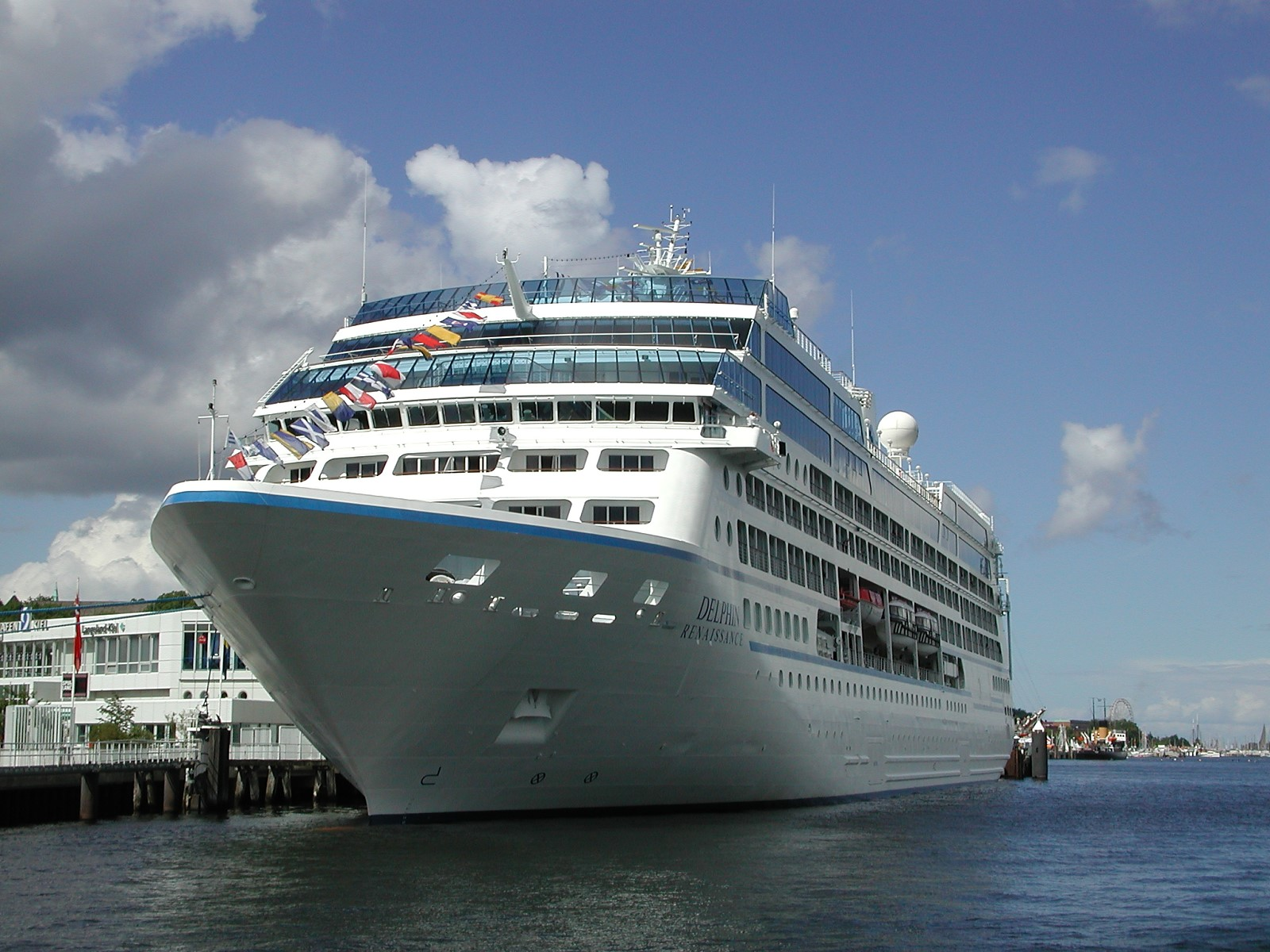
2004 als Delphin Renaissance

2003 charterte Delphin Seereisen das Schiff für zunächst fünf Jahre und ersetzte damit die von 1993 bis 2003 eingesetzte Delphin als Flaggschiff der Reederei. Während der Zeit, die das Schiff als Delphin Renaissance unterwegs war, legte es eine Strecke zurück, die der sechsmaligen Umrundung der Erde entspricht. Vom Reiseveranstalter wurde das Schiff mit 4 Sterne plus angegeben.

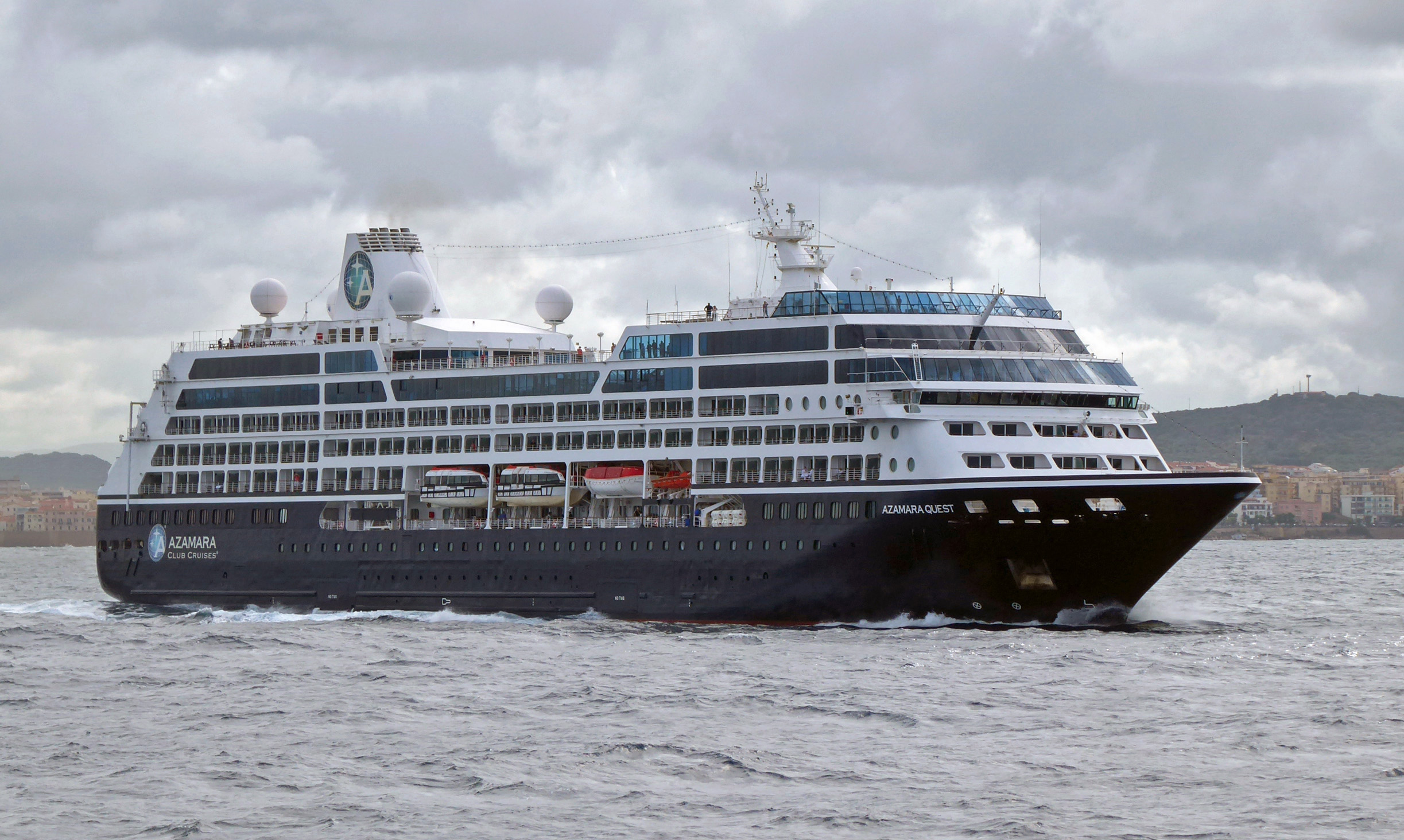
Azamara Quest 2018 in veränderten Farben

Der Eigentümer verkaufte das Schiff Ende 2005 an die spanische Reederei Pullmantur Cruises. Nach der Übernahme von Pullmantur Cruises durch Royal Caribbean Cruise Line folgte eine umfangreiche Umstrukturierung der gemeinsamen Schiffsflotte. Die Blue Moon sowie das baugleiche Schwesterschiff Blue Dream wurden am 26. November 2007 in die neue Tochtergesellschaft Azamara Cruises (später umbenannt in Azamara Club Cruises) übertragen und in Azamara Quest umbenannt. Nach umfangreichen Umbauarbeiten bei Blohm + Voss in Hamburg ging die Azamara Quest am 9. Oktober 2007 wieder auf Fahrt und wird seitdem für weltweite Kreuzfahrten eingesetzt.

## Zwischenfälle
Nach einem Brand im Maschinenraum am 30. März 2012 trieb die Azamara Quest manövrierunfähig vor der Küste der Philippinen auf der Sulusee. Am 31. März gelang es Technikern, die Maschinen wieder zum Laufen zu bringen. Die Azamara Quest konnte dadurch aus eigener Kraft und mit verminderter Geschwindigkeit die Fahrt zum Hafen der Stadt Sandakan fortsetzen.